# Røde Kro
|  | Denne artikel er oprettet af botten Steenthbot ud fra en ekstern database. Den kan derfor have sproglige fejl eller mangler. Denne skabelon kan fjernes efter kontrol af indholdet. |

Røde Kro er en dansk dokumentarfilm fra 1962 instrueret af Jørgen Johannessen efter eget manuskript.

## Handling
Røde Kro Teater på Amager var uden tvivl Københavns mest folkelige teater under den næsten legendariske Carlsens ledelse. Filmen gør rede for teatrets historie og viser glimt fra den sidste forestilling på det nu nedlagte teater.

## Medvirkende
- Birte Størup, Fru Thalia
- Henry Lohmann, Filmfotograf
- Carl Carlsen